# Чхимрю
Чхимрю (кор. 침류왕, 枕流王, Chimnyu-wang, Ch'imnyu-wang; пом. 385) — корейський ван, п'ятнадцятий правитель держави Пекче періоду Трьох держав.

## Походження
Був старшим сином вана Кингусу. Зайняв трон після смерті батька 384 року.

## Правління
Його правління тривало близько року. «Самгук Сагі» виділяє такі головні події того періоду:
- восени 384 року були відряджені посланці з даниною до Східної Цзінь. Трохи згодом з Цзінь прибув чернець, якого ван зустрів із почестями. Він привіз до Пекче першу для держави буддійську дгарму;
- навесні 385 року на горі Ханьсан було зведено буддійський храм. Взимку того ж року ван помер.

## Спадкування
Після смерті Чхимрю трон зайняв його молодший брат Чинса, після смерті якого на престол зійшов старший син Чхимрю, Асін. Після смерті останнього 405 року троє інших синів Чхимрю почали боротьбу за владу, в якій всі і загинули, а трон зайняв син Асіна.